# Base navale de Mers El-Kébir
 (janvier 2019).
Si vous disposez d'ouvrages ou d'articles de référence ou si vous connaissez des sites web de qualité traitant du thème abordé ici, merci de compléter l'article en donnant les références utiles à sa vérifiabilité et en les liant à la section « Notes et références ».
La base navale de Mers El-Kébir  est une base navale créée en 1937, durant la période de l'Algérie française. Depuis 1968, il s'agit de la principale base navale algérienne, constituée d'un ensemble d'installations militaires et navales, située dans la rade de Mers el-Kébir, dans la wilaya d'Oran.

## Histoire
La base navale fut d'abord un port romain du nom de Portus Divinis (port des dieux). Elle fut régulièrement occupée par les Espagnols qui en prirent possession en 1505 sous le cardinal Cisneros et la gardèrent jusqu'en 1792.
Les Français occupent Mers el-Kébir en 1830, puis agrandissent le port et le dotent du phare Saint-André (détruit durant la Seconde Guerre mondiale).
En 1937, l’amiral Darlan fait créer la base navale pour tenir la méditerranée coté africain. Au moment de la défaite française, en juin 1940, une escadre importante s'y trouvait.

### Attaque de la base navale en 1940
Le 3 juillet 1940, une escadre de la Royal Navy se présenta devant la base navale et remit un ultimatum au vice-amiral d'escadre Gensoul, lui donnant le choix entre le ralliement au Royaume-Uni, un désarmement des navires dans un port de la Martinique ou un sabordage. Le vice-amiral d'escadre Gensoul refusa les trois options et tergiversa afin de gagner du temps. Constatant les préparatifs d'appareillage des navires français, les bâtiments britanniques ouvrirent le feu et coulèrent le cuirassé Bretagne. Le croiseur de bataille Dunkerque, le cuirassé Provence et le contre-torpilleur Mogador, gravement touchés, furent mis hors de combat. 1 297 marins français trouvèrent la mort dans ce combat inégal, car les bâtiments français, étant en cours de désarmement et amarrés « cul à quai » à la jetée, ne pouvaient manœuvrer. Il s'agissait pour Winston Churchill d'éviter que la flotte française tombe aux mains des Allemands. Dans ses Mémoires de guerre, Churchill explique le dilemme terrible qui s'est posé au gouvernement britannique, habitué depuis l'arrivée de Hitler au pouvoir à l'absence totale de respect par ce dernier de tous les accords passés. Le gouvernement britannique, dans l'attente d'une tentative d'invasion du Royaume-Uni — prévue par les Allemands sous le nom d' « opération Lion de mer » — à la suite de la déroute française, a considéré ne pas pouvoir prendre le risque de voir un gouvernement collaborateur en France livrer un jour ou l'autre la flotte à Hitler, les flottes française, allemande et italienne combinées devenant une menace sérieuse pour la Royal Navy. L'État français ne rompit pourtant pas ses relations avec le Royaume-Uni. De Gaulle justifia plus tard cette attaque des Britanniques.

### Indépendance de l'Algérie
Les accords d'Évian du 18 mars 1962, qui reconnaissaient l'indépendance de l'Algérie, autorisaient la France à conserver sa base durant 15 ans, mais la France se retira au bout de cinq années seulement. En février 1968, le colonel Mohamed Benmoussat dit « l’Amiral », commandant des forces navales Algériennes, en présence du président de la république Algérienne, le colonel Houari Boumedienne, assistent symboliquement à l’installation du drapeau de la nouvelle Algérie fraîchement indépendante. La base en devient à cette date partie intégrante de la Marine nationale Algérienne.
Par la suite, en dépit des demandes de la part de l'Union soviétique d'utilisation de Mers El-Kébir comme base navale pour une partie de sa flotte en Méditerranée, le gouvernement algérien a toujours refusé, mettant en avant un « neutralisme scrupuleux ».

## Principales infrastructures

### Infrastructures aériennes
En prévision du retrait français de la base aérienne de Lartigue à Tafraoui du fait des accords d'indépendance, la France construit en 1963 pour son compte la base aérienne 180 Bousfer, active du 1er avril 1964 au 31 décembre 1970. En 1971, cette base aérienne est remise à la force aérienne algérienne.

## Formations opérationnelles implantées

### Bâtiments de projection et de commandement

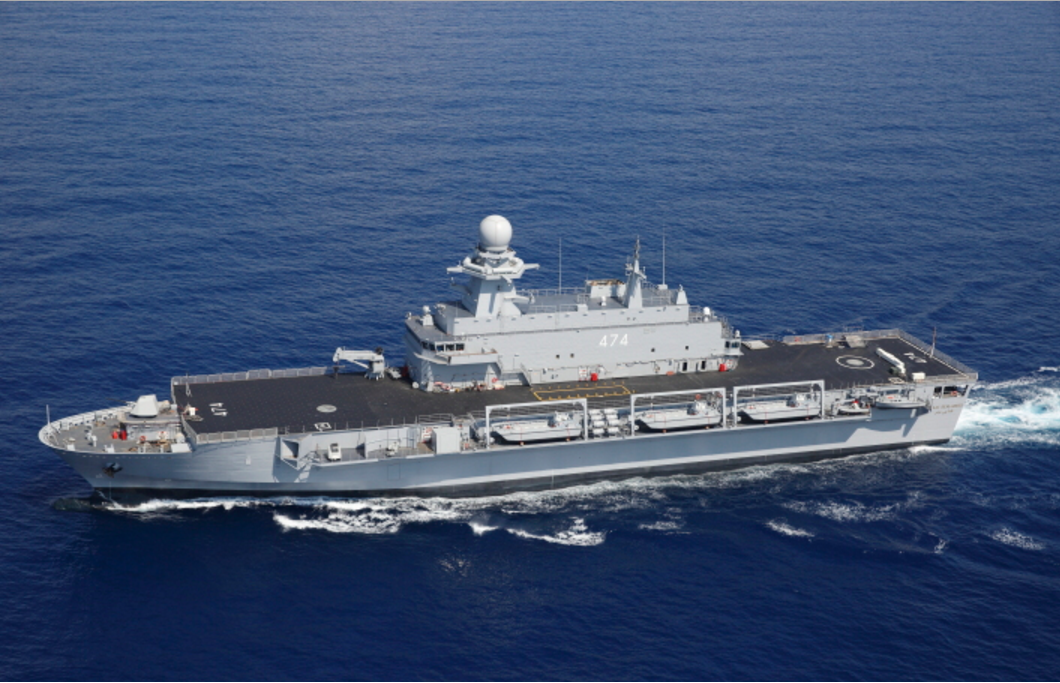
Porte-hélicoptères Kalaat Béni Abbès de classe San Giorgio.

- Porte-hélicoptères Kalaat Béni Abbès 474

### Sous-marins d'attaque
Six sous-marins lance-missiles de classe Kilo, mis en service entre 1987 et 2019 :
- Rais Hadj Mubarek 012
- El Hadj Slimane 013
- Messali El Hadj 021
- Djurdjura 022
- Ouarsenis 031
- Hoggar 032

### Frégates
2 Classe Meko 200 :
- El Erradii 910
- El Moudamir 911

2 Classe Koni :
- Rais Korfou 903
- Rais Kellich 902

### Autres bâtiments
- Différents patrouilleurs
- Bâtiments de lutte contre les mines et de soutien à la plongée
- Bâtiments amphibies
- Bâtiments de soutien et de ravitaillement
- Bâtiments spéciaux et d'expérimentations
- Remorqueurs